# David Wight (Ruderer)
David Henry „Dave“ Wight (* 28. Juli 1934 in London, Greater London, England, Vereinigtes Königreich; † 9. November 2017) war ein US-amerikanischer Ruderer und Olympiasieger.

## Leben
David Wight wurde in London (Vereinigtes Königreich) geboren und gewann mit dem US-Team als 22-Jähriger bei den Olympischen Sommerspielen 1956 in Melbourne die Goldmedaille im Rudern (Achter). Er absolvierte die Yale University in Architektur und arbeitete danach als Architekt. 2017 starb er im Alter von 83 Jahren.